# Вовковецький ботанічний заказник
Вовкове́цький зака́зник — ботанічний заказник місцевого значення. Розташований поблизу села Вовківці Чортківського районуТернопільської області, у кв. 57 вид. 1,5 Борщівського лісництва Чортківського держлісгоспу, в межах лісового урочища «Турильче».
Площа — 30,8 га. Створений відповідно до рішення виконкому Тернопільської обласної ради від 19 листопада 1984 року, № 320. Перебуває у віданні ДЛГО «Тернопільліс».
Під охороною — ділянка буково-грабового лісу, де зростає шафран Гейфеля, вид, занесений до Червоної книги України.